# Артоколь
Артоколь (Ортаколь; каз. Ортакөл — срединное озеро) — солёное озеро в Аккайынском районе Северо-Казахстанской области Казахстана. Находится в 1,8 км к западу от села Ульги и в 9 км к северо-востоку от села Полтавка.
По данным топографической съёмки 1940-х годов, площадь поверхности озера составляет 1 км². Наибольшая длина озера — 1,2 км, наибольшая ширина — 0,9 км. Длина береговой линии составляет 3,6 км, развитие береговой линии — 1,01. Озеро расположено на высоте 132,4 м над уровнем моря.
Озеро входит в перечень рыбохозяйственных водоёмов местного значения.